# Festa Major de Canyelles
La Festa Major de Canyelles se celebra la primera setmana d'octubre al barri de Canyelles, al districte de Nou Barris de Barcelona. El barri compta amb un bon teixit associatiu, que treballa en àmbits diversos durant tot l'any i que durant la primera setmana d'octubre organitza de manera conjunta la festa major. El programa és constituït per conferències, cinema, torneigs esportius, concerts, balls, grans àpats populars i tallers i espectacles per als més petits.